# 曲金男
曲金男（1928年—），男，山东黄县人，中华人民共和国政治人物，曾任西藏自治区经济计划委员会主任，西藏自治区政协副主席。